# Демонстратор на атмосферно връщане
Демонстраторът на атмосферно връщане е експериментална космическа капсула, построена и изстреляна от Европейската космическа агенция. Основната му цел е да провери алгоритмите за контрол на полета, които бяха разработени за изоставения после проект за космоплана „Хермес“.
Той е първият европейски космически кораб, извършил пълен цикъл – изстрелване в космоса, полет и завръщане на Земята.

## Устройство
Представлява капсула, подобна на тези на американските кораби „Аполо“. Алгоритъмът му за спиране в атмосферата е подобен на този на „Аполо“ и совалките, и позволява добра крайна точност на приземяването при неголеми изисквания за изчислителна мощност и тегло на апаратурата.
Системата му за навигация и контрол се състои от GPS, инерционна навигационна система, компютър, захранване и двигателна система (7 хидразинови двигателя CHT 400 N и два сферични 58-литрови резервоара BT-01 за пропелант.) Инерционната навигационна система е създадена на базата на системата за височинен и орбитален контрол на Ариана 5, и е създадена и произведена от Astrium Lampoldshausen.
Забавянето на скоростта е класическо, чрез въздушното съпротивление, и на последния етап – чрез парашути.

## История на полета
Изстрелян е на 21 октомври 1998 г., с ракета-носител Ариана 5, полет 503. На височина 216 км се отделя от ракетата. Достига максимална височина 830 км (повече от два пъти височината на орбитата на МКС), след което отново навлиза в атмосферата на Земята. Кацането е извършено в Тихия океан, между Маркизките острови и Хаваите, след час и 41 минути полет, на 4.9 км. от идеалната цел. По данни на ЕКА, по време на спирането в атмосферата температурата на топлинния щит е достигнала 900 градуса, и капсулата след кацането е била в перфектно състояние – без никакви повреди, запазила херметичност през цялото време, и всички системи са функционирали идеално.
След кацането плаващата капсула е открита по вградения ѝ радиомаяк, и прибрана от френски военноморски кораб. Към момента е изложена в Cité de l’Espace в Тулуза, Франция.